# Leon Ames
Leon Waycoff (właśc. Harry Leon Wycoff; ur. 20 stycznia 1902 w Portland, zm. 12 października 1993 w Laguna Beach) – amerykański aktor teatralny, filmowy i telewizyjny.

## Życiorys
Urodził się jako Harry Leon Wycoff w Portland w stanie Indiana, jako syn rosyjskich imigrantów, których nazwiska nie są znane. W latach 80. XIX wieku odkryto duże złoża gazu ziemnego w regionie rozciągającym się przez północno-centralną Indianę i Ohio, a wynikający z tego boom przyciągnął wielu imigrantów (także rosyjskich) i ich rodziny do budowy rurociągów, a następnie utrzymania nowej infrastruktury. Ames uczęszczał do lokalnych szkół i wcześnie zainteresował się aktorstwem i teatrem, a atrakcyjność tej profesji potęgowały występy wędrownych trup teatralnych, które przejeżdżały przez Portland. W szkole średniej zagrał w kilku przedstawieniach, w tym w Tom Thumb, a po ukończeniu studiów w 1920 r. przeniósł się do Nowego Jorku, gdzie w ciągu dnia pracował jako sprzedawca butów w sklepie przy 42nd Street, jednocześnie kontynuując karierę aktorską.

## Wybrana filmografia
W trakcie swej 55-letniej kariery aktorskiej wystąpił łącznie w 158 produkcjach filmowych i telewizyjnych.

### Pełnometrażowe
- Szybko zarobione miliony, (Quick Millions), (1931, kryminał, czas: 72')
- Zabójstwa przy Rue Morgue (1932, horror, 61')
- Cannonball Express (1932, przygodowy, 59')
- Stowaway (1932, melodramat, 54')
- The Famous Ferguson Case (1932, kryminał, 74')
- State's Attorney (1932, dramat, 79')
- Piękna katastrofa (1932, komedia, 72')
- Trzynaście kobiet (1932, horror, 73')
- That's My Boy (1932, melodramat, 71')
- Uptown New York (1932, melodramat, 80')
- Silver Dollar (1932, biograficzny, 83')
- Parachute Jumper (1933, dramat, 72')
- Forgotten (1933, melodramat, 65')
- Alimony Madness (1933, dramat, 65')
- The Man Who Dared (1933, biograficzny, 73')
- Ship of Wanted Men (1933, przygodowy, 63')
- Only Yesterday (1933, melodramat, 105')
- The Crosby Case (1934, kryminał, 60')
- I'll Tell the World (1934, przygodowy, 77')
- Now I'll Tell (1934, kryminał, 82')
- Hrabia Monte Christo (1934, przygodowy, 113')
- Mutiny Ahead (1935, przygodowy, 71')
- Rescue Squad (1935, kryminał, 61')
- Dla ciebie tańczę (1935, musical, 97')
- Get That Man (1935, dramat, 67')
- Death in the Air (1936, przygodowy, 69')
- Charlie Chan on Broadway (1937, sensacyjny, 68')
- Niebezpiecznie twoja (1937, kryminał, 62')
- Spotkamy się w St. Louis (1944)
- Jolanda i złodziej (1945)
- Listonosz zawsze dzwoni dwa razy (1946)
- Małe kobietki (1949)
- Nad księżycową zatoką (On Moonlight Bay) (1951)
- W świetle księżyca (1953)
- Peyton Place (1957)
- Tora! Tora! Tora! (1970)
- Testament (1983)
- Peggy Sue wyszła za mąż (1986)

### Krótkometrażowe
- Song of Revolt (1937, biograficzny, czas: 11')
- Soak the Poor (1937, kryminał, 16')
- Mr. Sheldon Goes to Town (1939, 21')
- Help Wanted (1939, kryminał, 21')
- Fall Guy (1945, kryminał, 18')
- The Amazing Mr. Nordill (1947, kryminał, 11')
- Engagement Party (1956, dramat, 28')

### Telewizyjne
- Stars Over Hollywood (1951, serial, 1 odcinek)
- Life with Father (1953-1955, serial, 8 odcinków)
- Front Row Center (1955, serial, 1 odcinek)
- Screen Directors Playhouse (1955, serial, 1 odcinek)
- Matinee Theater (1956, serial, 1 odcinek)
- Lux Video Theatre (1957, serial, 2 odcinki)
- Studio One (1958, serial, 1 odcinek)